# Arcy-sur-Cure
Arcy-sur-Cure là một xã của Pháp,tọa lạc ở tỉnh Yonne trong vùng Bourgogne.

## Các xã giáp ranh
- trong tổng Vermenton:
  - Bessy-sur-Cure;
  - Bois-d'Arcy;
  - Lucy-sur-Cure;
  - Mailly-la-Ville;
- trong tổng L'Isle-sur-Serein (quận Avallon):
  - Joux-la-Ville;
  - Précy-le-Sec;
- trong tổng Vézelay (quận Avallon):
  - Blannay;
  - Saint-Moré.

## Hành chính
| Danh sách các thị trưởng               |           |             |      |         |
| Giai đoạn                              | Giai đoạn | Tên         | Đảng | Tư cách |
| tháng 3 năm 2001                       |           | M. Bertrand | SP   |         |
| Tất cả các dữ liệu trước đây không rõ. |           |             |      |         |

## Thông tin nhân khẩu
| v. 1882                                              | ! 1962 | 1968 | 1975 | 1982 | 1990 | 1999 |
| ---------------------------------------------------- | ------ | ---- | ---- | ---- | ---- | ---- |
| 1349                                                 | 510    | 518  | 509  | 527  | 503  | 449  |
| Số liệu lấy từ năm 1962: Dân số không tính hai trùng |        |      |      |      |      |      |